# 2009年の台風
2009年の台風（2009ねんのたいふう、太平洋北西部で発生した熱帯低気圧）のデータ。台風の発生数は22個で、うち7個が日本に接近したが、上陸したのは18号のみだった。
前年の2008年は日本に上陸した台風が1個もなく、この年にも1個しか上陸しなかったため、この2年間はほとんど台風が日本に上陸しなかった珍しい期間となった。さらに、この年は沖縄や奄美など、南西諸島への台風の接近が少なかったことも特徴であった。
この年から気象庁が発表を開始した、「5日先までの台風進路予報」の精度は、当初の想定とほとんど同程度であった。

## 台風の日本接近数
| 接近数が多い年 | 接近数が多い年                                   | 接近数が多い年 | 接近数が少ない年 | 接近数が少ない年                          | 接近数が少ない年 |
| 順位           | 年                                               | 接近数         | 順位             | 年                                        | 接近数           |
| -------------- | ------------------------------------------------ | -------------- | ---------------- | ----------------------------------------- | ---------------- |
| 1              | 2004年 1966年 1960年                             | 19             | 1                | 1973年                                    | 4                |
| 4              | 2012年                                           | 17             | 2                | 1995年                                    | 5                |
| 5              | 2018年 1955年                                    | 16             | 3                | 1977年                                    | 6                |
| 7              | 2019年 2000年 1997年 1994年 1965年 1961年 1958年 | 15             | 4                | 2020年 2010年 1983年 1979年               | 7                |
|                |                                                  |                | 8                | 2017年 2009年 1998年 1969年 1964年 1951年 | 8                |

## 台風の日本上陸数
| 上陸数が多い年 | 上陸数が多い年                                   | 上陸数が多い年 | 上陸数が少ない年 | 上陸数が少ない年                                        | 上陸数が少ない年 |
| 順位           | 年                                               | 上陸数         | 順位             | 年                                                      | 上陸数           |
| -------------- | ------------------------------------------------ | -------------- | ---------------- | ------------------------------------------------------- | ---------------- |
| 1              | 2004年                                           | 10             | 1                | 2020年 2008年 2000年 1986年 1984年                      | 0                |
| 2              | 2016年 1993年 1990年                             | 6              | 6                | 2023年 2009年 1995年 1987年 1980年 1977年 1973年 1957年 | 1                |
| 5              | 2019年 2018年 1989年 1966年 1965年 1962年 1954年 | 5              |                  |                                                         |                  |

## 月別の台風発生数
| 1月 | 2月 | 3月 | 4月 | 5月 | 6月 | 7月 | 8月 | 9月 | 10月 | 11月 | 12月 | 年間 |
| --- | --- | --- | --- | --- | --- | --- | --- | --- | ---- | ---- | ---- | ---- |
|     |     |     |     | 2   | 2   | 2   | 5   | 7   | 3    | 1    |      | 22   |

## 「台風」に分類されている熱帯低気圧

### 台風1号（クジラ）
200901・01W・ダンテ

5月3日にフィリピンの東で発生し、アジア名「クジラ（Kujira）」と命名された。フィリピン大気地球物理天文局（PAGASA）はこの台風について、フィリピン名「ダンテ（Dante）」と命名している。台風はフィリピンから遠ざかるように北東に進み、その間に勢力を強めた。5月7日には小笠原諸島に接近し、熱帯低気圧に変わった後も北太平洋上を北東に進み続けた。この台風により、ビコル半島の地域が集中豪雨に襲われ、29人が死亡し、1人が行方不明となった。

### 台風2号（チャンホン）
200902・02W・エモン

先の台風1号が発生した同日に南シナ海で発生し、アジア名「チャンホン（Chan-hom）」と命名された。フィリピン大気地球物理天文局（PAGASA）はこの台風について、フィリピン名「エモン（Emong）」と命名している。台風は東方に進みながら発達し、暴風域を伴った。7日にはルソン島の北部に上陸。各地に大きな被害をもたらし、また多数の死傷者を出した。

### 台風3号（リンファ）
200903・03W

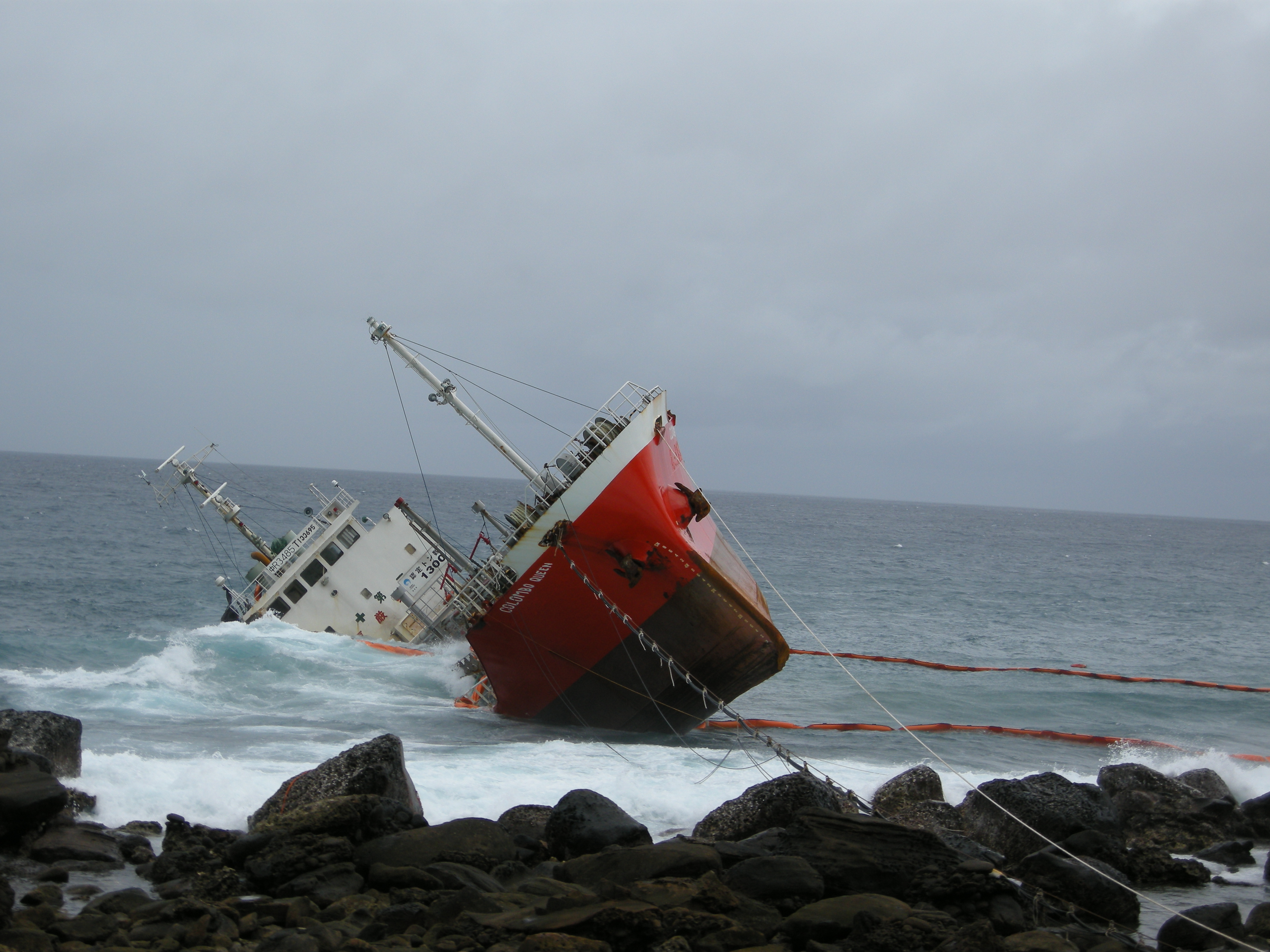
座礁した石油タンカー

6月18日に南シナ海で発生し、アジア名「リンファ（Linfa）」と命名された。台風は北上して台湾海峡付近を通り、中国東部にかなり接近した。この台風によりフィリピンや台湾、中国などに影響が及ぼされ、死者や行方不明者が出た。

### 台風4号（ナンカー）
200904・04W・フェリア

6月23日にフィリピンの東で発生し、アジア名「ナンカー（Nangka）」と命名された。また、フィリピン大気地球物理天文局（PAGASA）はこの台風について、フィリピン名「フェリア（Feria）」と命名している。台風はフィリピン中部を横断後、南シナ海を北上した。台風の勢力そのものはそれほど強くはなかったものの、台風の影響を受けたフィリピンでは記録的な雷雨に見舞われ、一部では竜巻などが起きた。

### 台風5号（ソウデロア）
200905・05W・ゴリオ

7月11日に南シナ海北部で発生し、アジア名「ソウデロア（Soudelor）」と命名された。また、フィリピン大気地球物理天文局はこの台風について、フィリピン名「ゴリオ（Gorio）」と命名した。海南島や雷州半島などに接近後、ベトナム付近に上陸した。この台風は、勢力はあまり強くなかったものの、フィリピンや中国、ベトナムなどに、洪水による深刻な浸水被害を引き起こした。

### 台風6号（モラヴェ）
200906・07W・イサン

7月16日にフィリピンの東で発生し、アジア名「モラヴェ（Molave）」と命名された。また、フィリピン大気地球物理天文局はこの台風について、フィリピン名「イサン（Isang）」と命名した。台風はフィリピンのルソン島などに接近してバシー海峡を通過後、香港付近から中国大陸に上陸した。

### 台風7号（コーニー）
200907・08W・ジョリナ
8月3日に南シナ海北部で発生し、アジア名「コーニー（Goni）」と命名された。また、フィリピン大気地球物理天文局はこの台風について、フィリピン名「ジョリナ（Jolina）」と命名した。それほど勢力の強い台風ではなかったが、台風および熱帯低気圧の影響を受けた中国やフィリピンなどでは、死者が出ている。

事後解析により、この台風の発生日時が8月3日21時で、台風8号の発生日時が8月3日9時であったことが判明したため、台風8号の方が先に発生していたことになり、台風番号と発生日時の逆転現象が3年ぶりに発生した。

### 台風8号（モーラコット）
200908・09W・キコ
8月3日に日本の南で発生し、アジア名「モーラコット（Morakot）」と命名された。また、フィリピン大気地球物理天文局はこの台風について、フィリピン名「キコ（Kiko）」と命名した。台風は7日に先島諸島に最接近。8日には最盛期に近い勢力で台湾に上陸し記録的な豪雨をもたらした。台風が上陸した台湾では甚大な被害が発生し、700人を超える死者・行方不明者が出た。また、この時台湾政府の災害時の対応の遅さに対して批判が殺到した。

### 台風9号（アータウ）
200909・10W
8月8日に日本の南海上で発生した熱帯低気圧が北西に進み、8月9日に同海域で台風となって、アジア名「アータウ（Etau）」と命名された。台風は北へ進み、10日に四国・紀伊半島の南海上を経て、11日には東海地方・関東地方の南海上を通り、日本の東海上へと進んだ。その後、13日に本州の東海上で熱帯低気圧へ変わり、14日に温帯低気圧となった。

熱帯低気圧およびそれから変わった台風周辺の湿った空気の影響で、8日から11日にかけて 西日本および東日本の太平洋側と、東北地方の一部で大雨が降った。この期間の総雨量は四国の一部で700 mmを超えたほか、徳島県や香川県、岡山県や兵庫県の一部では、8月の月降水量平年値の2倍を上回る記録的な大雨となった。死者・行方不明者27人。

### 台風10号（ヴァムコー）
200910・11W
8月17日にマーシャル諸島付近で発生し、アジア名「ヴァムコー（Vamco）」と命名された。その後北へ進みながら勢力を強め、ピーク時には中心気圧が945 hPaにまで低下した。しかし陸地から離れた海域のみを進んでいたため、日本列島を含めどの陸地にも接近・上陸することはなく、被害も出なかった。

なお、この台風の発生地点でもあるマーシャル諸島は、通常であれば強い台風が発生しやすい地域であるが、2004年から5年程度はこの周辺での台風の発生はなかった。

### 台風11号（クロヴァン）
200911・12W
8月28日に南鳥島の西で発生し、アジア名「クロヴァン（Krovanh）」と命名された。その後北上し、30日から31日にかけて伊豆諸島や関東地方にかなり接近したが、上陸はせずにそのまま三陸沖を北上。東北地方や北海道など北日本の一部も、この台風の強風域に入った。
この台風の接近に伴い、東京都新島村選挙管理委員会は8月30日、同日行われていた衆議院解散総選挙の投票所のうち、伊豆諸島・式根島（新島村第2投票区）の投票終了時間を4時間繰り上げて、午後4時までとすることを決めた。これは、関東地方の南海上を北上していたこの台風の影響で、式根島から開票所のある新島へ投票箱を輸送できなくなる恐れがあるためであり、新島村では島内の有権者492人に対し、防災無線などを使って連絡した。東京都選挙管理委員会などによれば、当初は投票箱を村営船で新島へ輸送する予定であったが、30日夜にかけての台風の接近による荒天のために、船を出すことが困難となった。公職選挙法では、投票箱を投票日中に開票所に移送することが定められているため、急遽投票終了時間を繰り上げ、自衛隊のヘリコプターで天候が悪化する前に新島へ緊急輸送することになった。台風の影響により投票時間を繰り上げるのは初めてのことであった。
（ ウィキニュースに関連記事があります。2009衆院選 台風11号接近のため投票終了時間を4時間繰り上げ - 伊豆諸島・式根島）

### 台風12号（ドゥージェン）
200912・13W・ラブヨ
9月3日にフィリピンの東海上で発生し、アジア名「ドゥージェン（Dujuan）」と命名された。また、フィリピン大気地球物理天文局はこの台風について、フィリピン名「ラブヨ（Labuyo）」と命名した。中心の南側に雲が偏っていたことからバランスの悪い台風であった。台風は日本列島の南方洋上を北東方向に進んで伊豆諸島に接近したが、この台風は周囲の環境が発生当初から発達に適していなかったために北上してもあまり発達せず、それゆえに台風によって生じた影響は海上でのしけ以外にはほとんどなかった。

### 台風13号（ムジゲ）
200913・14W・マーリン
9月10日に南シナ海北部で発生し、アジア名「ムジゲ（Mujigae）」と命名された。また、フィリピン大気地球物理天文局はこの台風について、フィリピン名「マーリン（Maring）」と命名した。台風は西進して海南島を通過した後、ベトナム北部に上陸した。

### 台風14号（チョーイワン）
200914・15W
| 台風によって破壊されたアラマガン島の村落 |  | 離島する米軍のヘリコプターへ誘導される島民の親子（アラマガン島） |
| 台風によって破壊されたアラマガン島の村落 |  | 離島する米軍のヘリコプターへ誘導される島民の親子（アラマガン島） |

9月12日にマリアナ諸島付近で発生し、アジア名「チョーイワン（Choi-wan）」と命名された。発生後は勢力を強めながら、北マリアナ諸島付近をゆっくり進んだ。その後も発達は続き、サイズも拡大して「大型の台風」となり、中心付近の雲が分厚くなったと同時に目がはっきりと確認できるようになった。15日になると中心気圧は915hPaまで低下して最盛期を迎え、その後も勢力を保ちながら北上を続けた。19日になると小笠原諸島が暴風域に入り、この時点で勢力は少し衰えてはいたものの、父島では42.9m/sの最大瞬間風速を観測した。
この台風は、マリアナ諸島中部のアラマガン島に被害を出し、同島の島民は全員サイパン島へと移住した。
なおこの台風は、発生直後の時点から「今後本格的に発達するであろう台風」と予測されており、実際に予測が的中している。当初から発達が予測されていた理由としては、発生場所がマリアナ諸島付近という、過去にも強い台風を多々誕生させてきた地域であったこと、このような場所で発生してから西に進むと、台風の発達の妨げとなる大きい陸地がないこと、海水温が高く、広大な太平洋から長期間にわたり沢山のエネルギーを吸収できるという状況下であったこと、太平洋高気圧の張り出す風が穏やかな地域では、複雑な風により構造が乱れる可能性も低くなること、またこの台風はサイズも形状も整ったバランスのよい台風であったことなどが挙げられ、以上の点から発達しやすいと予測された。

### 台風15号（コップ）
200915・16W・ナンドー

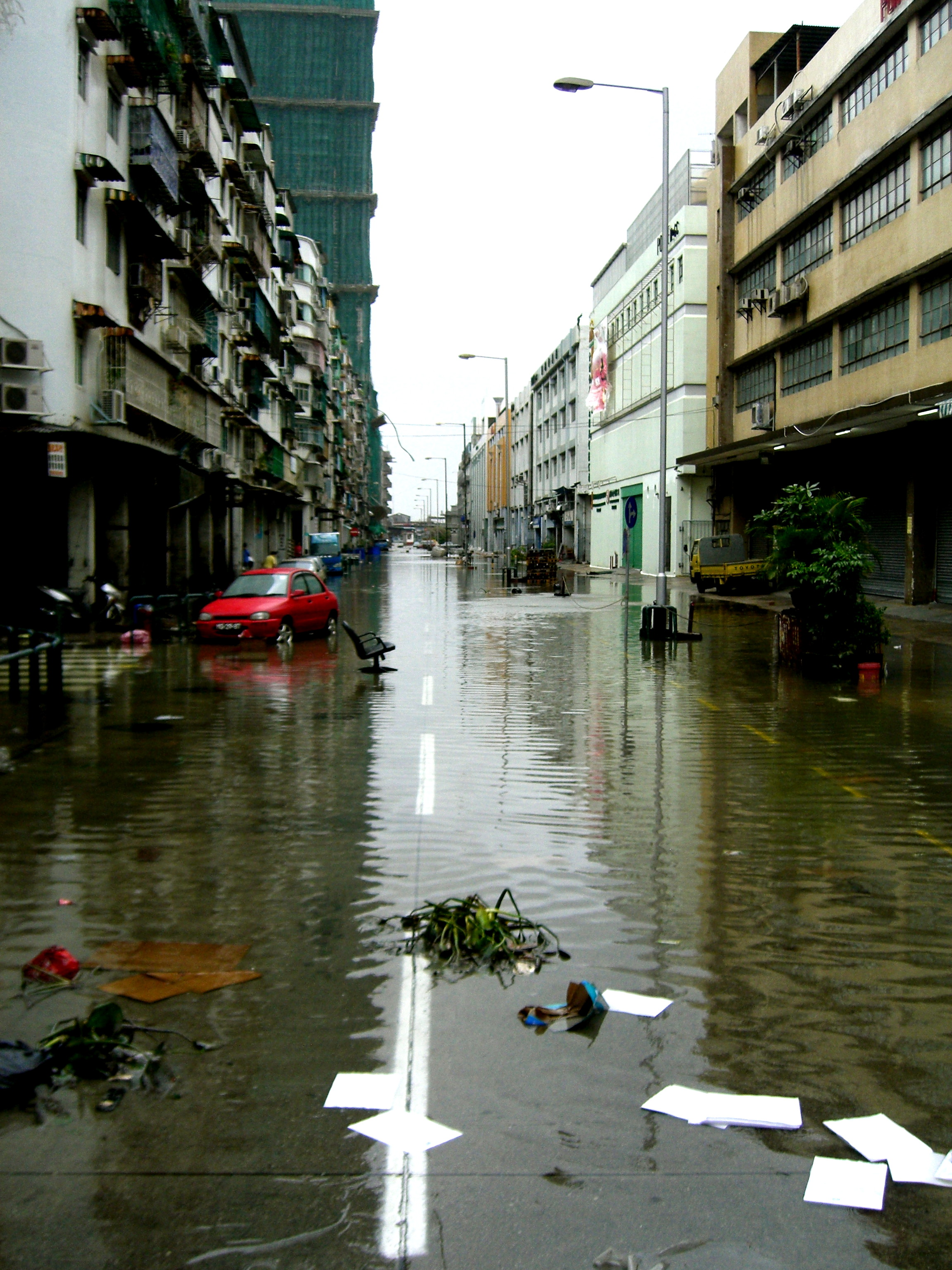
台風通過後のマカオの様子

9月13日に南シナ海北部で発生し、アジア名「コップ（Koppu）」と命名された。また、フィリピン大気地球物理天文局はこの台風について、フィリピン名「ナンドー（Nando）」と命名した。先の台風13号と似た経路を辿り、華南地方に上陸。台風の影響により中国羅定市では大規模な洪水が発生した。　　　　　　　　

### 台風16号（ケッツァーナ）
200916・17W・オンドイ
9月26日にフィリピンの東で発生し、アジア名「ケッツァーナ（Ketsana）」と命名された。また、フィリピン大気地球物理天文局はこの台風について、フィリピン名「オンドイ（Ondoy）」と命名している。台風はルソン島を横断した後、南シナ海を経てインドシナ半島に上陸し、フィリピンやベトナムなどを中心に各地に大きな被害をもたらしたと同時に、多数の死傷者・行方不明者を出した。

### 台風17号（パーマァ）
200917・19W・ペペン

9月29日にカロリン諸島付近で発生し、アジア名「パーマァ（Parma）」と命名された。また、フィリピン大気地球物理天文局はこの台風について、フィリピン名「ペペン（Pepeng）」と命名した。台風はしばらく西南西へ進んだ後、北東に向きを変えて急速に発達した。10月1日9時に最低気圧930ヘクトパスカル（hPa）・最大風速50m/s を記録して全盛期を迎える。その後やや勢力を弱め、3日15時に中心気圧950hPaでルソン島北部のカガヤン州に上陸。4日21時にルソン島を抜けバシー海峡を北上したが、東方の台風18号との間で藤原の効果が発生し停滞、南下して6日9時に中心気圧975hPaで離陸地点付近に再上陸した。そのまま引き返し、7日9時にフィリピンの東海上に抜けて停滞。8日になるとゆっくりと西方へ進路をとり、10月9日9時に中心気圧996hPaで離陸地点付近に再上陸した。10日9時に南シナ海に抜け、熱帯低気圧に変わった。その後、熱帯低気圧は西よりに進んで、10月11日9時に再び台風となった。12日3時、海南島に中心気圧996hPaで上陸。10月13日にトンキン湾に抜けた。10月14日9時、トンキン湾で再び熱帯低気圧へと変わった。

### 台風18号（メーロー）
200918・20W・ケダン
9月29日21時頃に、マーシャル諸島近海にあった熱帯低気圧が台風となり、アジア名「メーロー（Melor）」と命名された。また、フィリピン大気地球物理天文局はこの台風について、フィリピン名「ケダン（Quedan）」と命名した。台風は西北西に進みながら発達し、10月4日には中心付近の最大風速が55m/sと猛烈な勢力となった。さらに、先に発生していた台風17号と藤原の効果となった。6日には進路を北寄りに変え、中心付近の最大風速が45m/sと非常に強い勢力で南大東島の南に進み、7日には非常に強い勢力を維持したまま、四国の南海上へと進んだ。8日には中心付近の最大風速が40m/sと強い勢力で紀伊半島の南を北東に進み、同日5時過ぎに愛知県知多半島付近に上陸後、東海地方・関東甲信地方・東北地方を進み、夕方には太平洋に達した。この間、最大風速は次第に弱まったが強風域は広がり、8日9時に群馬県高崎市付近で大型の台風となった。台風は9日、暴風域を保ったまま北海道の南を北東進し、同日15時に千島近海で温帯低気圧に変わった。

### 台風19号（ニパルタック）
200919・21W

10月9日にマリアナ諸島付近で発生し、アジア名「ニパルタック（Nepartak）」と命名された。台風は当初は北に進んだが、途中で進路を北東寄りに転じて加速した。勢力はあまり発達せず、最盛期でも中心気圧は992 hPaであった。

### 台風20号（ルピート）
200920・22W・ラミル

10月15日にフィリピンの東海上で発生し、アジア名「ルピート（Lupit）」と命名された。また、フィリピン大気地球物理天文局はこの台風について、フィリピン名「ラミル（Ramil）」と命名した。台風は発達しながら西進し、16日からの2日間で中心気圧が52hPaも低下した。翌17日に北から北東へ進み、18日18時に全盛期を迎え、19日にかけてフィリピンの東海上でS字カーブを描いて進んだ。その後北西から西に進み、10月23日0時に中心気圧970hPa・最大風速30メートル・最大瞬間風速45メートルでフィリピンに接近。しばらく停滞した後、北東に進みながら加速。一時は中心気圧985hPaまで弱まった、10月25日には少し再発達し中心気圧980hPaで沖縄の南海上を通った。18時には大東島が暴風域に入り、その後も加速しながら北東進した。26日15時には日本の南で大型の台風となり中心気圧980hPa・最大風速30m/s・最大瞬間風速40m/s・時速60km～70kmで伊豆諸島を通過。21時には八丈島が暴風域に入った。27日にはさらに加速・発達して三陸沖を970hPa・最大風速30メートル・最大瞬間風速40メートル・時速100kmで北北東に進み、9時に北海道の東で温帯低気圧に変わった。

### 台風21号（ミリネ）
200921・23W・サンティ

10月27日にマリアナ諸島付近で発生し、アジア名「ミリネ（Mirinae）」と命名された。また、フィリピン大気地球物理天文局はこの台風について、フィリピン名「サンティ（Santi）」と命名した。台風は西進しほぼ一直線にフィリピン方面へと進んだ。その後ルソン島のケソン州に上陸し、マニラ付近を通過して南シナ海へと抜けた。その後も西進を続け、ベトナムに上陸した後に消滅した。台風が上陸したフィリピンやベトナムでは、大雨による洪水などの大きな被害が発生し、多数の死傷者が出た。

### 台風22号（ニーダ）
200922・26W・ヴィンタ
11月23日にカロリン諸島付近で発生し、アジア名「ニーダ（Nida）」と命名された。また、フィリピン大気地球物理天文局はこの台風について、フィリピン名「ヴィンタ（Vinta）」と命名した。台風はその後グアム島の南方で急速に勢力が強まり、24日21時から25日21時までのわずか24時間に、80hPaも中心気圧が低下した。これほど急速な発達は歴代7位タイの記録であり、1983年に台風10号が、24時間に90hPaも中心気圧が低下したという記録が出て以来、26年ぶりの歴史的な急発達となった。台風はその後も北上を続けたが、途中でしばらくの間ほぼ停滞し、徐々に勢力を弱めて12月3日に消滅した。ちなみに、2009年に発生した台風の中で最も勢力が強かったのがこの台風であり、ピーク時の中心気圧は905hPaにまで下がっていた。

## 各台風名

PAGASAの熱帯低気圧監視エリア

フィリピン名は、熱帯低気圧がフィリピン大気地球物理天文局（PAGASA）の管轄エリアに入った際に命名されるものである。
| 台風         | アジア名 | アジア名 | アジア名     | アジア名     | アジア名               | フィリピン名 | フィリピン名 |
| 台風         | 順番     | 名称     | 読み         | 命名国・地域 | 意味・由来             | 名称         | 読み         |
| ------------ | -------- | -------- | ------------ | ------------ | ---------------------- | ------------ | ------------ |
| 1号（0901）  | 75       | Kujira   | クジラ       | 日本         | くじら座               | Dante        | ダンテ       |
| 2号（0902）  | 76       | Chan-hom | チャンホン   | ラオス       | 木の名前               | Emong        | エモン       |
| 3号（0903）  | 77       | Linfa    | リンファ     | マカオ       | ハス                   |              |              |
| 4号（0904）  | 78       | Nangka   | ナンカー     | マレーシア   | 果物の名前             | Feria        | フェリア     |
| 5号（0905）  | 79       | Soudelor | ソウデロア   | ミクロネシア | 伝説上の首長名         | Gorio        | ゴリオ       |
| 6号（0906）  | 80       | Molave   | モラヴェ     | フィリピン   | 木の名前               | Isang        | イサン       |
| 7号（0907）  | 81       | Goni     | コーニー     | 韓国         | 白鳥                   | Jolina       | ジョリナ     |
| 8号（0908）  | 82       | Morakot  | モーラコット | タイ         | エメラルド             | Kiko         | キコ         |
| 9号（0909）  | 83       | Etau     | アータウ     | アメリカ     | 嵐雲                   |              |              |
| 10号（0910） | 84       | Vamco    | ヴァムコー   | ベトナム     | ベトナム南部の川の名前 |              |              |
| 11号（0911） | 85       | Krovanh  | クロヴァン   | カンボジア   | 木の名前               |              |              |
| 12号（0912） | 86       | Dujuan   | ドゥージェン | 中国         | つつじ                 | Labuyo       | ラビュヨ     |
| 13号（0913） | 87       | Mujigae  | ムジゲ       | 北朝鮮       | 虹                     | Maring       | マーリング   |
| 14号（0914） | 88       | Choi-wan | チョーイワン | 香港         | 彩雲                   |              |              |
| 15号（0915） | 89       | Koppu    | コップ       | 日本         | コップ座               | Nando        | ナンドー     |
| 16号（0916） | 90       | Ketsana  | ケッツァーナ | ラオス       | 木の名前               | Ondoy        | オンドイ     |
| 17号（0917） | 91       | Parma    | パーマァ     | マカオ       | マカオ料理の名前       | Pepeng       | ペペン       |
| 18号（0918） | 92       | Melor    | メーロー     | マレーシア   | ジャスミン             | Quedan       | クウェダン   |
| 19号（0919） | 93       | Nepertak | ニパルタック | ミクロネシア | 有名な戦士の名前       |              |              |
| 20号（0920） | 94       | Lupit    | ルピート     | フィリピン   | 冷酷な                 | Ramil        | ラミル       |
| 21号（0921） | 95       | Mirinae  | ミリネ       | 韓国         | 天の川                 | Santi        | サンティ     |
| 22号（0922） | 96       | Nida     | ニーダ       | タイ         | 女性の名前             | Vinta        | ヴィンタ     |

## 気象庁が「台風」に分類しなかった熱帯低気圧
| 熱帯低気圧番号 | 強さ (JTWC) | 衛星画像 | 進路図 | 期間              | 最大速度 (JTWC) | 最低気圧 (JTWC) | 解説 |
| -------------- | ----------- | -------- | ------ | ----------------- | --------------- | --------------- | ---- |
| 06W            | TD          |          |        | 7月13日-7月14日   | 30 kt           | 1000 hPa        |      |
| 01C "Maka"     | TS          |          |        | 8月14日-8月18日   | 45 kt           | 992 hPa         |      |
| 02C            | TD          |          |        | 8月28日-8月30日   | 30 kt           | 1000 hPa        |      |
| 18W            | TS          |          |        | 9月27日-9月30日   | 35 kt           | 996 hPa         |      |
| 24W            | TD          |          |        | 11月2日-11月3日   | 30kt            | 1000 hPa        |      |
| 25W            | TS          |          |        | 11月7日-11月10日  | 45kt            | 989 hPa         |      |
| 27W            | TD          |          |        | 11月23日-11月24日 | 30kt            | 1000hPa         |      |
| 28W            | TS          |          |        | 12月5日-12月5日   | 35kt            | 996hPa          |      |